# Estación Senador Pérez
Senador Pérez era una estación de ferrocarril ubicada en la localidad de Uquía, departamento de Humahuaca, provincia de Jujuy, Argentina.

## Servicios
No presta servicios de pasajeros ni de cargas desde 1993. Sus vías e instalaciones pertenecientes al Ferrocarril General Belgrano están a cargo del gobierno provincial.

## Toponimia
Homenajea al político Domingo T. Pérez, que ejerciera como senador nacional por la provincia de Jujuy durante más de treinta años.